# Digama insulana
Digama insulana là một loài bướm đêm thuộc họ Erebidae. Nó được tìm thấy ở Ấn Độ, Sri Lanka và Việt Nam.
Sải cánh dài 24–29 mm.